# Oklahoma City Slickers
Oklahoma City Slickers is een voormalige Amerikaanse voetbalclub uit Oklahoma City, Oklahoma. De club werd opgericht in 1982 en opgeheven in 1984. De club speelde twee seizoenen in de American Soccer League en één seizoen in de United Soccer League. In 1982 werd de tweede plaats behaald.
In het seizoen 1984 heette de club Oklahoma City Stampede.

## Gewonnen prijzen
- American Soccer League
  - Runner up (1): 1982